# Néa Kerasiá (Thessalonique)
Néa Kerasiá (grec moderne : Νέα Κερασιά) est une localité située dans le dème de Thermaïkós, dans le district régional de Thessalonique, dans la periphérie de Macédoine-Centrale, en Grèce.
Selon le recensement de 2011, elle compte 1 948 habitants.